# Manzana de Queretanillo
Manzana de Queretanillo är en ort i Mexiko.   Den ligger i kommunen Tzitzio och delstaten Michoacán de Ocampo, i den södra delen av landet, 190 km väster om huvudstaden Mexico City. Manzana de Queretanillo ligger 1 305 meter över havet och antalet invånare är 190.
Terrängen runt Manzana de Queretanillo är kuperad. Runt Manzana de Queretanillo är det glesbefolkat, med 8 invånare per kvadratkilometer. Närmaste större samhälle är Unión de Progreso, 19,6 km nordväst om Manzana de Queretanillo. I omgivningarna runt Manzana de Queretanillo växer huvudsakligen savannskog.